# Richard Seaver
Richard Woodward Seaver (geboren am 31. Dezember 1926 in Watertown, Connecticut; gestorben am 6. Januar 2009 in New York City) war ein amerikanischer Verleger und Übersetzer. Er leitete zusammen mit seiner Frau Jeannette von 1988 bis zu seinem Tod die Verlagsgesellschaft Arcade Publishing.

## Leben
Seaver wurde in Connecticut geboren und machte seinen Hochschulabschluss an der University of North Carolina und lehrte dort kurze Zeit. Anschließend ging er nach Paris und schrieb an der Sorbonne eine Dissertation über James Joyce. Dort traf er auch seine zukünftige Frau Jeannette Medina, die er im Jahr 1952 heiratete. Vor seiner Rückkehr in die USA verbrachte er zwei Jahre in der Marine der Vereinigten Staaten.
Er zog mit seiner Frau nach New York, arbeitete ab 1957 beim Verlag Grove Press und stieg dort zum Chefredakteur auf. Nachdem er im Jahr 1971 zum Verlag Viking Press gewechselt war und beim Verlag Holt, Rinehart and Winston Vorstandsvorsitzender wurde, gründete er seinen eigenen Verlag Arcade Publishing.
Seaver übersetzte zahlreiche Bücher vom Französischen ins Englische. Neben André Breton, Marguerite Duras und Jorge Semprún übertrug er auch die Werke von Marquis de Sade.
Er starb am 6. Januar 2009 an einem Herzinfarkt. 2012 erschien postum seine Autobiographie The Tender Hour of Twilight über seine Zeit in Paris in den 1950er Jahren und die frühen Jahre von Grove Press in New York in den 1960er Jahren.

## Bibliographie
als  Autor
- The Boy Who Sailed With Columbus. Jugendbuch. Illustriert von Michael Foreman. 1992.
- The Tender Hour of Twilight. Paris in the ’50s, New York in the ’60s: A Memoir of Publishing's Golden Age. Autobiographie. Hrsg. von Jeannette Seaver. 2012.

als Herausgeber
- mit Terry Southern und Alexander Trocchi: Writers in Revolt. An Anthology. 1963.
- Samuel Beckett: I can't go on, I'll go on. A selection from Samuel Beckett’s work. 1976.

Übersetzungen
- André Breton: Manifestoes of surrealism. 1969 (mit Helen R. Lane, Finalist für den Übersetzerpreis des National Book Awards 1970[3]).
- Gérard d’Aboville: Alone: The Man Who Braved the Vast Pacific – And Won. 1992 (mit Paul Theroux).
- Eugène Ionesco: The Hermit. 1980.
- Marguerite Duras: Moderato cantabile. 1958.
- Marguerite Duras: Hiroshima, mon amour. 1959.
- Marguerite Duras: Ravishing of Lol Stein. 1986.
- Miklós Nyiszli: Auschwitz. A Doctor's Eyewitness Account. 1979 (mit Tibere Kremer).
- Marquis de Sade: The complete Justine, Philosophy in the bedroom, and other writings. 1965.
- Marquis de Sade: The 120 Days of Sodom and Other Writings. 1994.
- Marquis de Sade: Letters From Prison. 2000.
- Freidoune Sahebjam: The Stoning of Soraya M. 2011.
- Françoise Sagan: A fleeting sorrow. 1996.
- Jorge Semprún: The Long Voyage. 1964. Auch als: The Cattle Truck. 1993.